# Раху (місячний вузол)

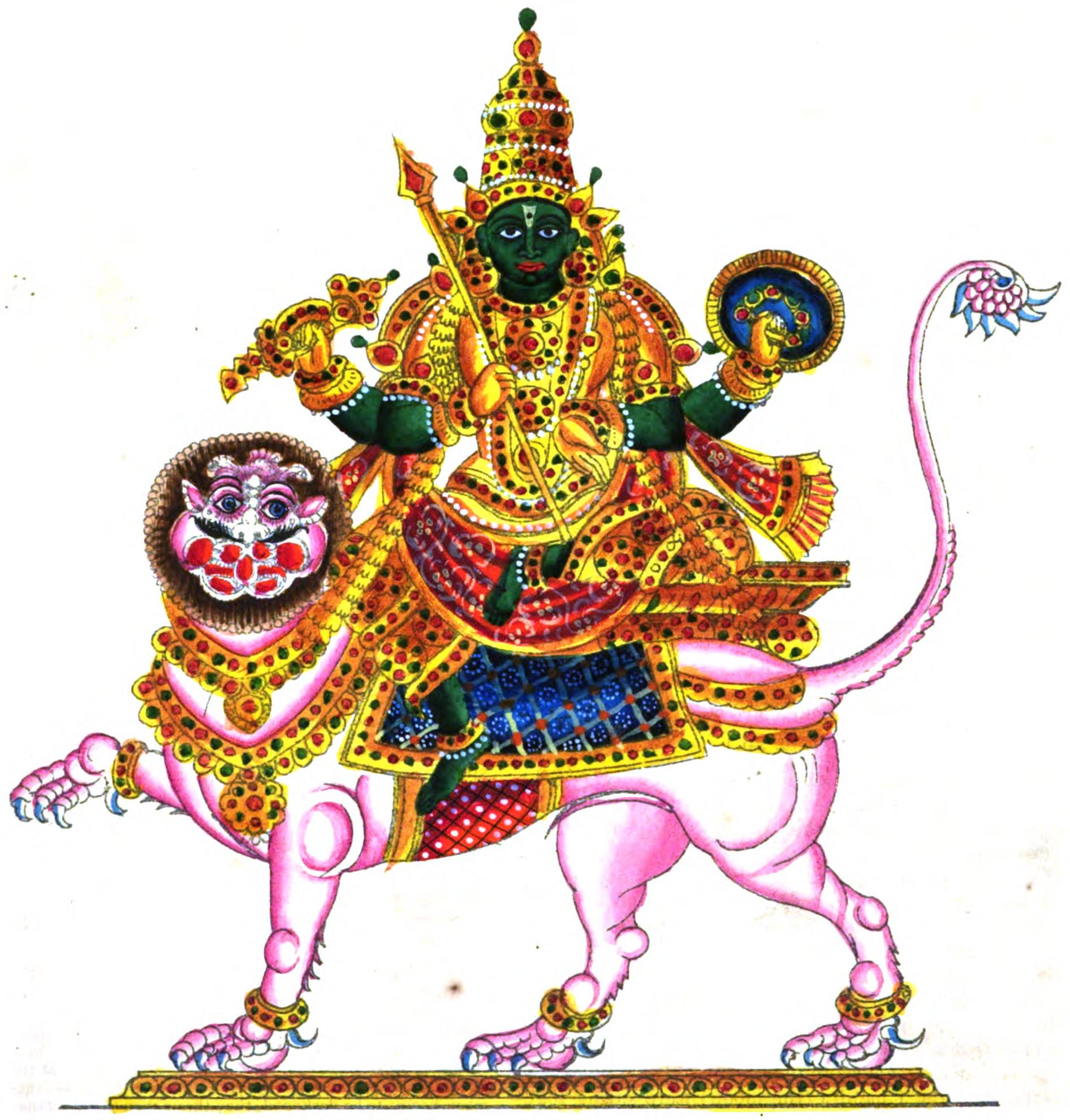
Раагу

Символ півн. місячного вузла

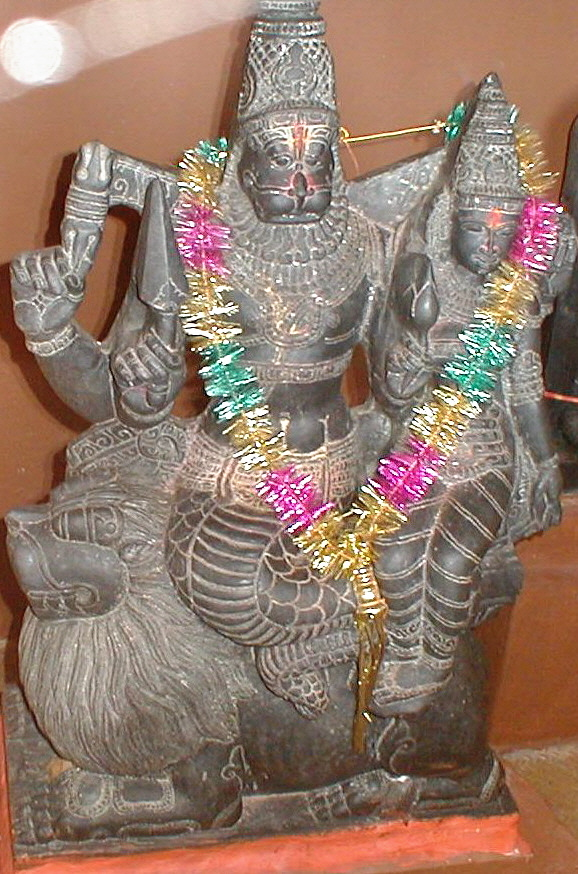
Раагу із спутницею Каралі. Храм Наваграх в Сурендрапурі

Ра́агу (санскр. ग्रह, Rahu IAST) — одна з наваґраг у джйотіші. Раагу — північний місячний вузол, що сходить, у якому Місяць, перетинаючи екліптику, йде вверх, в бік Північного полюса Землі.

## Зображення
Раагу — демон, який періодично ковтає Сонце або Місяць, викликаючи затемнення. Зображується як вогняний змій без тіла, верхи на колісниці, з 8 чорними кіньми. Раагу керує обманом і асоціюється з шахраями, які шукають матеріальних задоволень, торговцями наркотиками, отруйниками, лицемірством та аморальними вчинками тощо. Раагу відіграє вирішальну роль в посиленні влади, перетворенні ворогів в друзів. Також вважається, що по милості Раагу можна вилікуватись від укусів отруйних змій.
За пуранічними переказами, під час Збивання Молочного океану між девами й асурами завязалась битва за володіння одержаною при збитті океану амритою. Коли асури заволоділи амритою, деви звернулись до Вішну, який взяв подобу Могіні — дівчини надзвичайної краси. Асури були зачаровані її красою, і Могіні забрала в них амриту і роздала її девам, які змогли випити небесний напій. Один з асурів за іменем Раагу прийняв образ дева, щоб випити нектар нектара. Але Сур'я і Чандра впізнали самозванця і повідомили Могіні. Раагу почав пити амріту, але перед тим, як він проковтнув її, Могіні відрубала йому голову божественним диском сударшана-чакрою. І голова демона стала бессмертною і перетворилась в ґРаагу Раагу, який, бажаючи помститись Сонцю і Місяцю, іноді ковтає їх, викликаючи сонячні і Місячні затемнення. Тіло демона перетворилось в Кету.
У гороскопі Раагу і кету будуть діяти як господарі того знака, у якому вони розташовуються.
Багато текстів стверджують, що Раагу може діяти подібно Сатурну, а Кету — Марсу. Коли вплив Раагу значно, вона може дати владу людині. Кету створює перешкоди і робить стримуючий вплив. У священній книзі сказано «Шані вад Раагу», що означає, що Раагу має ті ж властивості, що й Сатурн і може викликати ті ж види порушень. Негативний вплив Раагу на Місяць може привести до психічних і фізичних порушень. Зокрема Раагу відповідає за отруєння, інтоксикацію, залежність, імпульсивна поведінка, занепокоєння, страхи, фобії, більшість психологічних і психіатричних порушень, кишкових глистів і укуси змій.
«Куджо вад Кету» означає, що Кету поводиться як Марс і може викликати тілесні ушкодження, нещасні випадки, порізи, рани, хірургічне втручання, жар, вірусні інфекції, кишкових глистів або хвороби, які важко розпізнати. Він також є основним покажчиком хвороб. Ці Грахи не мають фізичної прояви (не існують у фізичному світі), є тільки математичними розрахунками їх досить сильного впливу на життя людей на нашій планеті.
Рухаючись своєю орбітою в північному напрямку (з півдня на північ), Місяць перетинає площину екліптики. Ця точка називається Раагу або Голова дракона. Через 180° свого руху по орбіті, вже в південному напрямку Місяць знову перетинає екліптику. Ця точка — Хвіст дракона або Кету. Причина того, що цим унікальним точкам — Раагу і Кету, — у яких відбувається перетин екліптики, приділяється так багато уваги в астрології в тому, що якщо Сонце це тіло, а Місяць — розум, то перетин цих двох точок просто не може не робити величезного впливу. Раагу і Кету щороку рухаються приблизно на 19,5 градусів. Тобто вони здійснюють один повний оборот навколо землі приблизно за 18 років і 6 місяців. Рух цих точок носить ретроградний характер.

## Міфологія
Раагу і кету, два Місячних вузла, — два найбільш грізних небесних тіла, родом з племені асурів. Раагу особливо шкідливий для Місяця, а Кету — для Сонця. Серед планет вони особливо жорстокі, а тому дуже важливо поклонятися їм постійно. Коли Раагу отримує пожертви він стає милостивим, наповнює душу співчуттям і співчуттям, позбавляє від хвороб і страху перед зміями. Кету дарує відданим вищу мудрість. Велемудрий Раагу володіє конституцією вата. Він — відокремлена від тіла голова сина могутнього Вікпрачітті і його дружини Сімхікі, сестри Прахлада. Кету ж — це обезголовлене і розчленоване тіло, чиєю головою був Раагу. Зображення Раагу в храмах прикрашає половинка місяця на відсіченою від тіла голові. Образ Кету тримає в руках меч і світильник. Метал Раагу — свинець, а камінь — агат. Кету ж керує землею, і камінь його — бірюза. Обидва вони — владики північно-західного напрямку. Раагу називають також Сварбхану, Радником асурів, напівтілим, Вічно гнівним, Змієм, гонителем небесних світил, жахливим, який наводить страх, Чорним, Владикою жаху, Могутнім, ікластим, кривавооким і товстопузим. Кету також носить багато імен: Прикрашений гребенем, Прапороносець, Що стоїть на чолі, Димноглавий і Огидний.
Раагу вважається хорошою планетою, що сприяє спокою у світі. Зазвичай вважають, що сприятливий вплив Раагу приносить дуже хороші результати. Раагу володіє безліччю характеристик Майї (ілюзії). У сучасному світі Раагу представляє комп'ютери і масові медіа. Дружні планети — Марс, Сатурн і Венера. Ворожі — Сонце і Місяць, нейтральні — Меркурій. Дорогоцінний камінь — гессоніт. Раагу відповідають світло — жовтий і золотистий кольори. Раагу більше характеризує мирські задоволення.

## Значення в джйотіш
Кету відомий як хвіст дракона, який дає народження кометам і метеоритам, і також відомий як спадний або південний вузол Місяця. Коли Сонце, Місяць і Раагу або Кету потрапляють в одну і ту ж зодіакальну довготу, виникають сонячні затемнення. Раагу відповідає за сонячні, а Кету — за Місячні затемнення. Оскільки Сонце, Місяць і вузли рухаються з певною швидкістю, виникає можливість розрахувати сонячні і місячні затемнення на сторіччя вперед. Це робить їх значущими як для астрономів, так і для астрологів. Хоча Раагу і кету входять до числа планет, вони не є реальними небесними тілами — це тіньові планети. Вони не мають здатності аспектірована як інші планети, вони не управляють зодіакальними знаками і вони не диференціюються на чоловічі та жіночі. Оскільки вони співвідносяться з північним і південним вузлами Місяця, вони відображають основу біполярності енергії всередині космосу (макрокосмосу) і індивідуальності (мікрокосмосу). Вони обидві вважаються несприятливими підлозі планетами, і вони ділять на половину натальну карту будь-якої людини.
Раагу розглядається як схожий по своєму ефекту із Сатурном, його світло димчасто-синій, природа — інстинктивна і тваринна. Через прихованої природи цієї планети передбачається, що вона нерозважливо і необачно виконує свої бажання. Оскільки вона не може насолоджуватися своїм життям як цілісна істота, вона вічно незадоволена. Планета Раагу зацікавлена тільки в досягненні всього того, що дає насолоду і навіть якщо вона досягає, всього чого бажає, вона ніколи не задоволена (що є правдою стосовно нашої тваринної природи).
Хоча Раагу не керує жодним знаком зодіаку, але Діва є його знаком. Насправді Діва управляється Меркурієм але Раагу будучи спорідненим Сатурну, і Меркурій дружнім до Сатурна, таким чином Раагу управляє Дівою. Раагу екзальтує в Тельці (відповідно до деякими астрологами — в Близнюках), а дебалітує в Скорпіоні (або в Стрільці — відповідно до деяких писаннями). Дружні знаки — Близнюки, Діва, Терези, Стрілець і Риби. Рак і Лев його ворожі знаки. Меркурій, Венера і Сатурн, дружні планети. Сонце, Місяць і Марс — ворожі. Венера, Місяць і Марс, ворожі до Раагу, а Юпітер нейтральний. Раагу дає сприятливі результати у Тельці і Терезах. У восьмому і дев'ятому будинках Раагу вважається сильним і могутнім. Відповідно до деякими вченими астрологами, Раагу також є сильним в першому будинку. 3, 6, 10, 11 будинки вважаються найкращими будинками для несприятливих планет. Передбачається, що планета Раагу має темно-синій або димчастий колір, виглядає злобно, відноситься до елементу вітру, до старості, по касті шудра, руйнівна, розумна, але лінива, що має великі плани які вимагають часу, тамасичною — планета володіє природою Данави.
Раагу це голова Данави, тому здебільшого вважається, що вона управляє головою, але насправді, вона впливає на стопи, представляє фізичну або мускульну силу, важка праця, погану карму і гедонізм. Вона приносить труднощі, страждання, занепокоєння, ворожнечу, ненаситні мирські бажання, невігластво і любов матеріальної вигоди і чуттєвої насолоди.
Раагу дає силу, коли вона розташована правильним чином і екзальтованість. Також, вона дає славу, успіх у політиці, гроші і фізичну красу (привабливість). Якщо Раагу аспектірована Юпітером або Венерою він дає доступ до секретного знання і Тантри, також як здатності в малюванні, друкарні та публіцистиці.
Раагу впливає на ті планети, в будинках, в яких вона знаходитися і відповідно до того будинком, у якому вона знаходитиметься.
Найзгубніше вплив Раагу надає в з'єднанні з іншими планетами, вона руйнує будинки, в яких вона знаходитиметься, окрім 3, 6, 9, 11 будинки.
Раагу руйнує здібності людини до тверезого судженню, робить людину тупим, і позбавленим здорового глузду і логіки; і все виходить з-під контролю. Її вплив виражається в летаргії, нечутливості і егоїзмі. Хоча вона дає сприятливі результати у вище згаданих будинках і знаках, блага, придбані в основний її період пошукові роботи не тривають довго і людина завжди відчуває неспокій і незадоволення, навіть якщо отримує все чого бажає.
Раагу створює фізичні та ментальні недуги, які складно діагностувати і лікувати. Вона приносить суїцидальні тенденції, страхи, фобії, отруйні укуси, вбивства, злодійство, тюремні ув'язнення і захворювання, такі як холера, дизентерія, ревматизм, кольки, нариви, захворювання шкіри, ревматичні подагри, запалення сечової системи і запори.
Раагу управляє гірчичними зернами, чорними насінням кунжуту, вовняними килимами, залізом, дзеркалами, мечами, і об'єктами і предметами синього кольору. У тілі вона управляє кістками жиром і шкірою.
Раагу впливає на тих хто працює з механізмами, фотографіями, друкованим і друкарським виробництвом, малюванням, полюванням, а також тими хто схильний до насильства і агресії. Раагу також управляє навігаторами і мандрівниками, і називається планетою подорожей. Вона змушує людей опускатися під землю і втрачати контакт з іншими людьми. Вона також управляє детективами і шпигунами, злочинцями, революціонерами, анархістами і терористами.
В нумерології ми приписуємо їй число 4 і вона впливає на людей народжених 4, 13, 22, 31 дня будь-якого місяця. Число 13 вважається зловісним і нещасливим числом. Число 22 відомо як містичне число і Раагу змушує тих, хто народився 22 числа зазнавати труднощів. Раагу впливає між 42—48 роками життя. Камінь, що відноситься до Раагу — Гомед, відомий як гессоніт.

## Раагу мантри
- «Om Bhram Bhreem Bhroum Sah Rahave Namah», 18 000 раз 40 днів.
- «Om Rang Rahuve Namah Om», 270 разів 40 днів.
- «Ardakayam mahaviryam chandraditya vimardanam singhika garba sambootam tam rahum pranamamyaham.»
- «Aum rahave namah»
- «Aum rang rahave namah aum»
- «Om dhum ram rahave namah»
- «Om raam rahve namah»
- Rahu Gayatri Mantra
- 1."Om Sookdantaya vidmahe, Ugraroopaya dhimahi, tanno Rahu Prachodayat"
- 2."Om naakadhwajaaya vidmahae

padma hastaaya dheemahi
tanno raahu: prachodayaat"